# Lockington Locks
Koordinaten: 40° 12′ 34″ N, 84° 14′ 38″ W

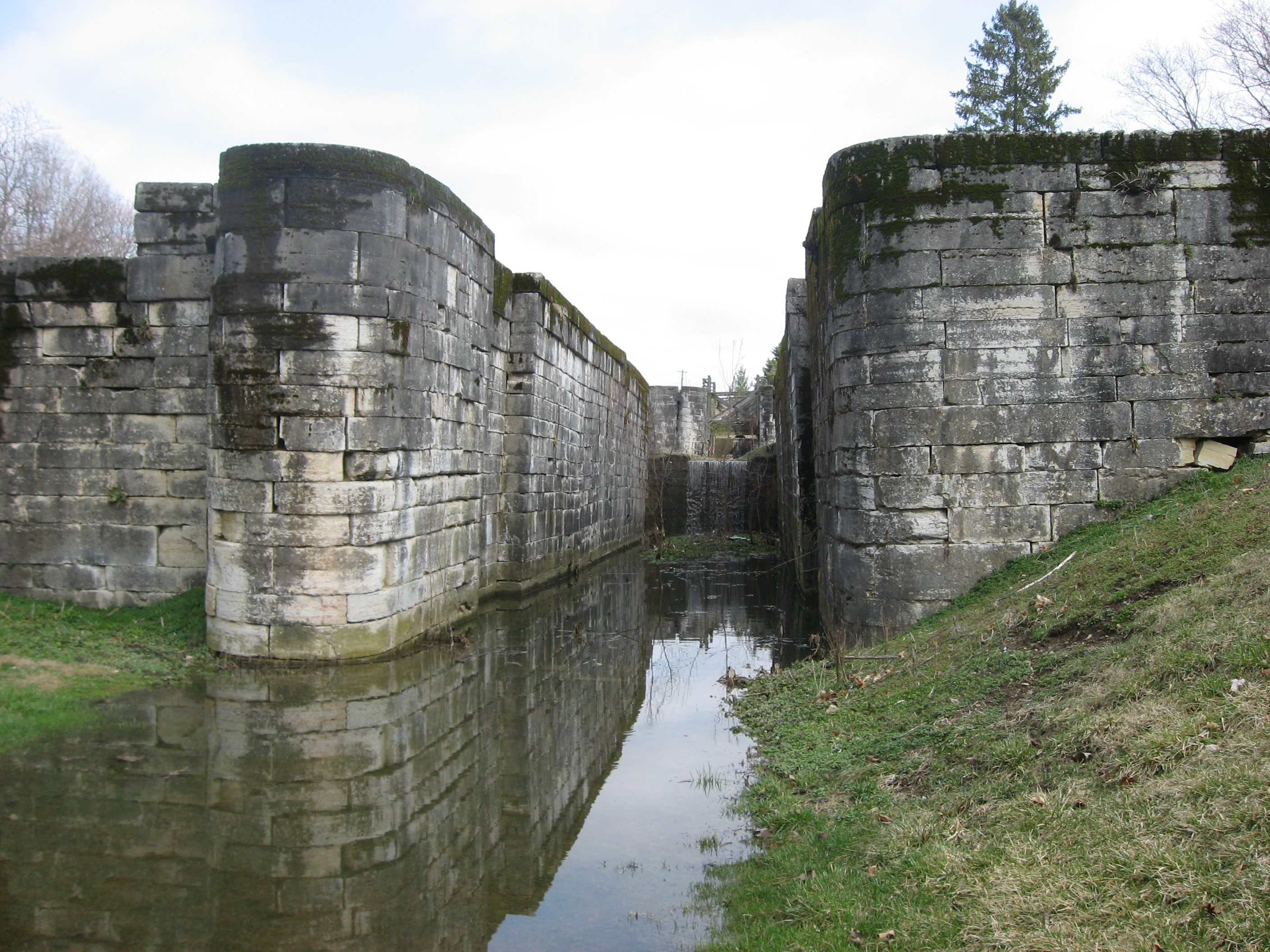
Südliches Ende der Lock One nach einem Platzregen

Die Lockington Locks sind eine Gruppe von Kanalschleusen am früheren Miami and Erie Canal in Lockington, Ohio in den Vereinigten Staaten. Der Bau begann 1833, und 1845 wurden die Schleusen für die regelmäßige Verwendung in Betrieb genommen. Das Schleusensystem bestand aus sieben einzelnen Schleusen, von denen sich sechs am nördlichen Ende einer Scheitelstrecke und die siebte an deren südlichem Ende befanden. Dabei handelt es sich um einen sechs Kilometer langen Abschnitt des Kanals zwischen Lockington ganz im Süden des Shelby Countys und der Washington Township am nördlichen Rand des Miami Countys.

## Bauwerke
Die Schleusen befinden sich am südlichen Ende des Loramie Summit, eines 34 Kilometer langen Hohenrückens, der sich von Lockington nordwärts nach New Bremen erstreckt.:21 Lockington war ursprünglich ein wichtiger Ort am Kanal: Das Dorf befindet sich an der Stelle der Verbindung mit dem Loramie Creek, der ursprünglich durch einen Aquädukt überquert wurde, und am Ende eines Zuführungskanals, der große Mengen Wasser von Lewistown Reservoir in der Nähe von Ohios höchster Erhebung im Logan County herbeiführte. Der Treffpunkt des kleineren Kanals mit dem größeren wurde in Lockington angelegt, weil sich im Bereich der Scheitelstrecke mit 288 m über dem Meeresspiegel der höchste Punkt des Miama and Erie Canals befand.:61 Die nach Norden fahrenden Schiffe wurden in Lockington insgesamt um 20 Meter angehoben.:21 In Schleuse 48 stiegen sie um drei Meter, in Schleuse 49, 50 und 51 um jeweils 3,35 Meter und in den Schleusen 52 und 53 um jeweils 3,65 Meter.:61 Das Durchfahren der sieben Schleusen dauerte üblicherweise mehrere Stunden. Das Dorf Lockington (ursprünglich Lockport) wurde gebaut, um die wartenden Schiffer und deren Passagiere mit Dienstleistungen zu versorgen.:22 Die einzelnen Schleusenkammern wurden aus großen Kalksteinblöcken, von denen manche 230 Kilogramm wiegen, gebaut und mit hölzernen Sohlen ausgestattet. Die Schleusentore waren aus Amerikanischer Weiß-Eiche gezimmert.

## Spätere Geschichte

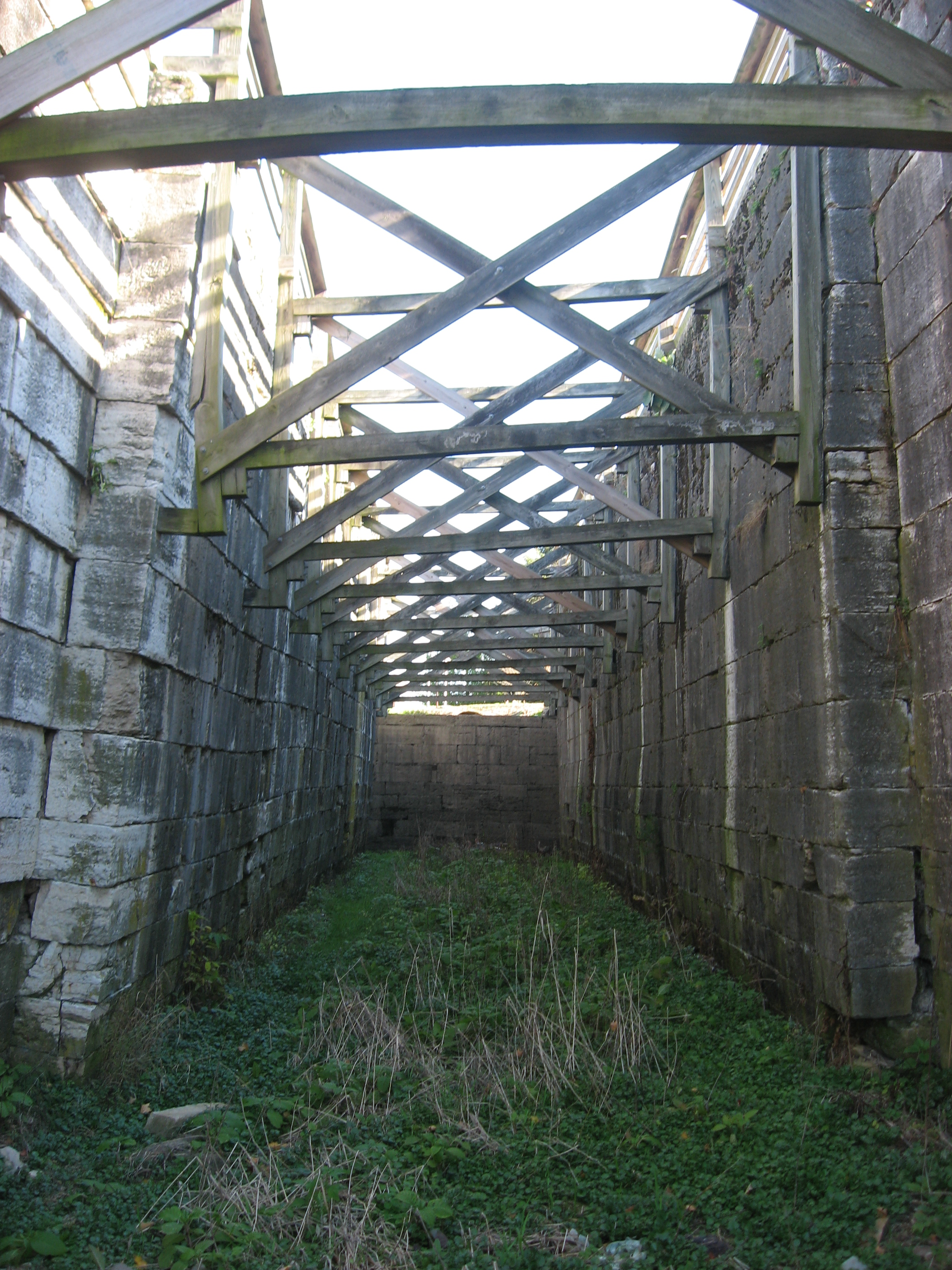
Kammer ersten Schleuse – die nach der Trockenstellung der Kammer eingefügten Balken dienen der Bauwerksstabilisierung

Der wirtschaftliche Höhepunkt des Kanalsystems in Ohio wurde 1855 erreicht. Danach ging der Schiffsbetrieb aufgrund der Konkurrenz durch das neue Verkehrsmittel Eisenbahn kontinuierlich zurück; selbst kleinere Ortschaften wie Lockington erhielten Bahnstationen.:213 Eine Wiederbelebung des Kanalverkehrs wurde in den 1900er Jahren mit einer Restaurierung der Anlagen verbunden, doch eine katastrophale Flut zerstörte 1913 viele Bauwerke des Kanals und machte die Hoffnungen auf eine künftige wirtschaftliche Nutzung zunichte. Heute sind die Lockington Locks und das umgebende Land ein Park, und das einzige Wasser, das heute noch durch die Schleuse strömt, ist abfließendes Regenwasser nach Starkregen. Die Landschaft in der Umgebung der Schleusen ist relativ unberührt, sodass eine Umwandlung des früheren Leinpfades in einen Wanderweg in Betracht kommt.

## Denkmalstatus
1969 wurden die Lockington Locks in das National Register of Historic Places eingetragen und so als erste Stätte im Miami County wie auch im Shelby County in das Register aufgenommen. Weitere mit dem Kanal in Verbindung stehende Stätten wurden später in das Register aufgenommen; das Piqua Historical Area State Memorial im Miami County wurde 1971 eingetragen und der Turtle Creek Culvert and Embankment im Shelby County 1978 – letzterer jedoch sieben Jahre später wieder aus dem Register gestrichen. Die Schleusen wurden sowohl wegen ihrer zeitgenössisch bedeutenden ingenieurtechnischen Leistungen als auch aufgrund ihrer Bedeutung für die Region hinsichtlich der Geschichte Ohios als auch auf nationaler Ebene in das National Register of Historic Places aufgenommen.